# Stereospermum
Stereospermum, biljni rod iz porodice katalpovki smješten u tribus paleotropske klade . Sastoji se od 26 vrsta drveća ili grmova po tropskoj Africi, Madagaskaru i od Indijskog potkontinenta do južne Kine. Tipična je vrsta Stereospermum kunthianum Cham., ljekovita biljka koja se koristi u liječenju čireva, spolnih bolesti, gube, astenije i drugih bolesti.

## Vrste
1. Stereospermum acuminatissimum K.Schum.
2. Stereospermum angustifolium Haines
3. Stereospermum annamense Dop
4. Stereospermum arcuatum H.Perrier
5. Stereospermum binhchauense V.S.Dang
6. Stereospermum boivini (Baill.) H.Perrier
7. Stereospermum chelonoides (L.f.) DC.
8. Stereospermum colais (Buch.-Ham. ex Dillwyn) Mabb.
9. Stereospermum cylindricum Pierre ex Dop
10. Stereospermum euphorioides DC.
11. Stereospermum fimbriatum (Wall. ex G.Don) DC.
12. Stereospermum gentryi Callm., Phillipson & G.E.Schatz
13. Stereospermum harmsianum K.Schum.
14. Stereospermum hildebrandtii (Baill.) H.Perrier
15. Stereospermum kunthianum Cham.
16. Stereospermum leonense Sprague
17. Stereospermum longiflorum Capuron
18. Stereospermum nematocarpum (Bojer) DC.
19. Stereospermum neuranthum Kurz
20. Stereospermum randrianaivoi Callm., Phillipson & G.E.Schatz
21. Stereospermum rhoifolium (Baill.) H.Perrier
22. Stereospermum strigilosum C.Y.Wu
23. Stereospermum tomentosum H.Perrier
24. Stereospermum undatum H.Perrier
25. Stereospermum variabile H.Perrier
26. Stereospermum zenkeri K.Schum. ex De Wild.

## Sinonimi
- Hieranthes Raf.; Sylva Tellur. 79 (1838)
- Dipterosperma Hassk.; Flora 25: (1842) II. Beibl. 28
- Siphocolea Baill.; Bull. Soc. Linn. Paris 1: (1887) 707-08